# Aeropuerto de Hostómel
El Aeropuerto «Kiev-Antonov» (IATA: GML, OACI: UKKM), más conocido como Aeropuerto de Hostómel (en ucraniano: аеропорт «Гостомель»), es un aeropuerto internacional de cargas en Ucrania, localizado junto a Hostómel; cerca de Kiev. Es también una importante instalación de pruebas para aviones grandes.
El aeropuerto está nombrado por el fabricante de aviones y equipos aéreos Antonov y operado por su subsidiaria Aerolíneas Antonov. El único An-225, el avión en operación más grande del mundo, estaba basado en Hostómel.
Su valor estratégico para lo conquista de la capital lo ha convertido escenario de la batalla del Aeropuerto Antonov en la actual invasión rusa de Ucrania.

## Pruebas de aviación
Este aeropuerto es una base para probar los nuevos modelos de Antónov, teniendo un equipamiento especial para ello. 
Llega el primer avión de la aerolínea Volaris de México con 10 tripulantes

## Presencia militar
El aeropuerto Antónov es también una base de operaciones para las Fuerza Aérea de Ucrania.

## Captura
El 24 de febrero fue tomado por las Fuerzas Armadas Rusas durante la invasión Rusa de Ucrania en la batalla del Aeropuerto Antonov; posteriormente el Ejército Ucraniano recuperó el aeropuerto y expulsó a las tropas rusas que estaban en el lugar.
Pero después, nuevamente, se produjo un ataque en el que se afirma que tomaron temporalmente el control del aeropuerto y que hubo 200 soldados muertos del lado ucraniano.